# 와이타케레 유나이티드
와이타케레 유나이티드(Waitakere United)는 뉴질랜드 축구 선수권 소속 축구 클럽이다. 2004년 창단했으며, 뉴질랜드의 와이타케레를 연고지로 한다.
2007년 OFC 챔피언스리그의 초대 우승 팀으로, 2007년 FIFA 클럽 월드컵에서 OFC 대표로 참가했다.

## 선수 명단

### 현역
참고: FIFA 자격 규정에 따라 소속된 국가대표팀 국기를 표시합니다. 선수는 복수의 FIFA 비회원국 국적을 가지고 있을 수 있습니다.
| 번호 | 포지션 | 국적     | 이름          |
| ---- | ------ | -------- | ------------- |
| 1    | GK     | 잉글랜드 | 닉 드레이퍼   |
| 8    | MF     |          | 제라드 가리가 |

| 번호 | 포지션 | 국적     | 이름          |
| ---- | ------ | -------- | ------------- |
| 23   | MF     | 잉글랜드 | 도슨 스트라폰 |

## 참고
1. ↑  구단 홈페이지 설명

틀:와이타케레 유나이티드
틀:와이타케레 유나이티드 감독
틀:뉴질랜드 풋볼 챔피언십